# Chaunacidae
Chaunacidae é uma família de peixes actinopterígeos pertencentes à ordem Lophiiformes.

## Géneros

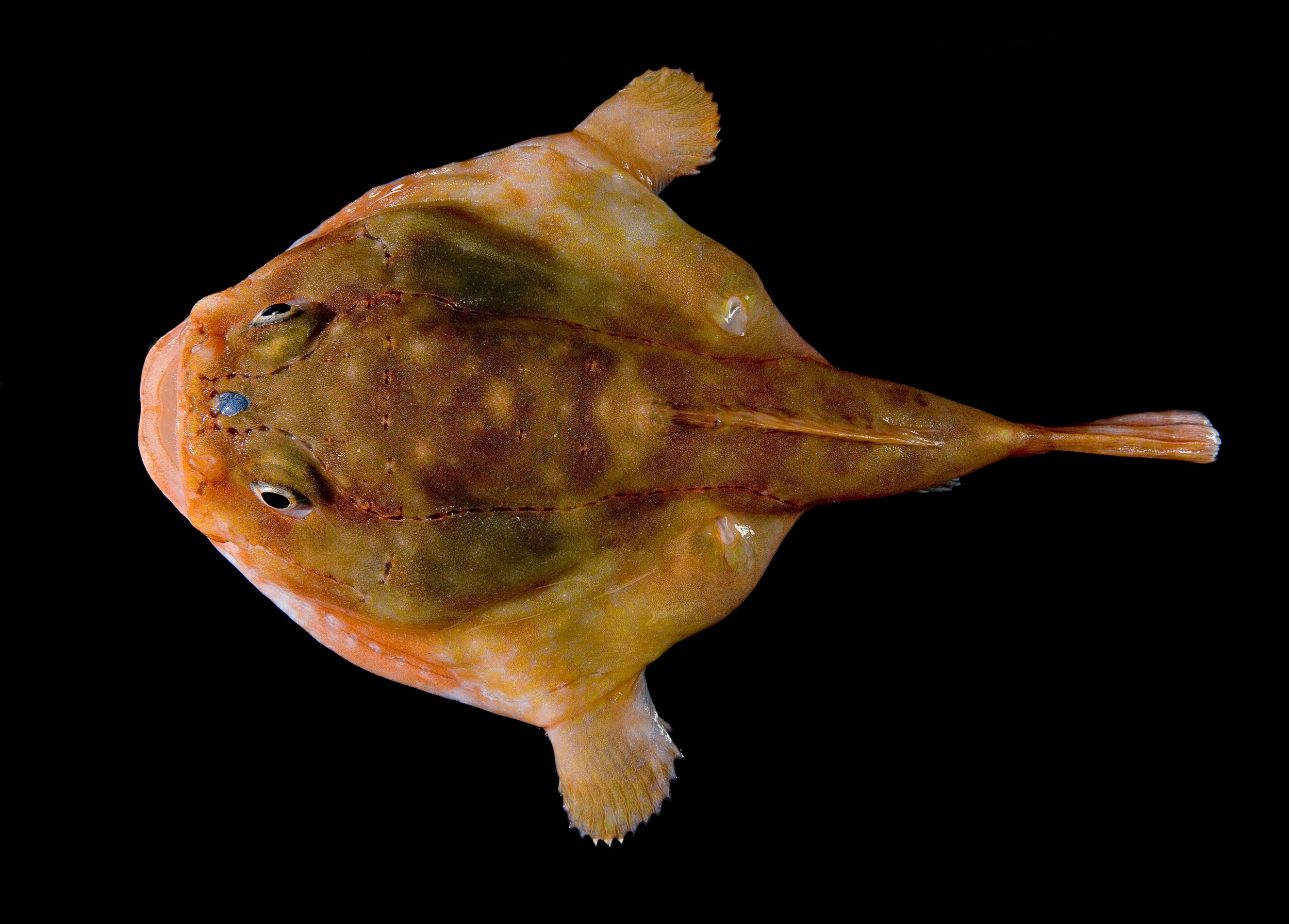
Chaunax stigmaeus, espécie da família Chaunacidae.

Estão descritos os seguintes géneros:
- Chaunacops
- Chaunax